# 大隅號
大隅號是一顆在1970年2月11日時由東京大學宇宙航空研究所自鹿兒島宇宙空間觀測所使用L-4S火箭五號機發射升空的人造衛星大隅五號，也是日本最初的人造衛星，日本由此成为第四个独立发射人造卫星的国家。卫星的名稱取自於發射基地所在的大隅半島。
與他國不同，大多數國家的衛星都是以彈道飛彈為研發目的的副產物，只有日本採用簡單的不可控固體火箭發射民用衛星，因此該衛星僅24公斤重，是日本的首次發射。
目標軌道雖然為遠地點2,900km、近地點530km的軌道，但因初次發射的火箭推力過剩，實際投入的軌道遠比此還高（5140km），最終在高溫與電源消耗過度的情況下，發射14~15小時後電力耗盡，停止運作。
發射33年後，軌道不斷下降的大隅號在JAXA的引導下，於2003年8月2日早上5時45分在北緯30.3度、東經25.0度（埃及與利比亞國境附近）落入大氣層中焚毀。